# 刈谷市公共施設連絡バス

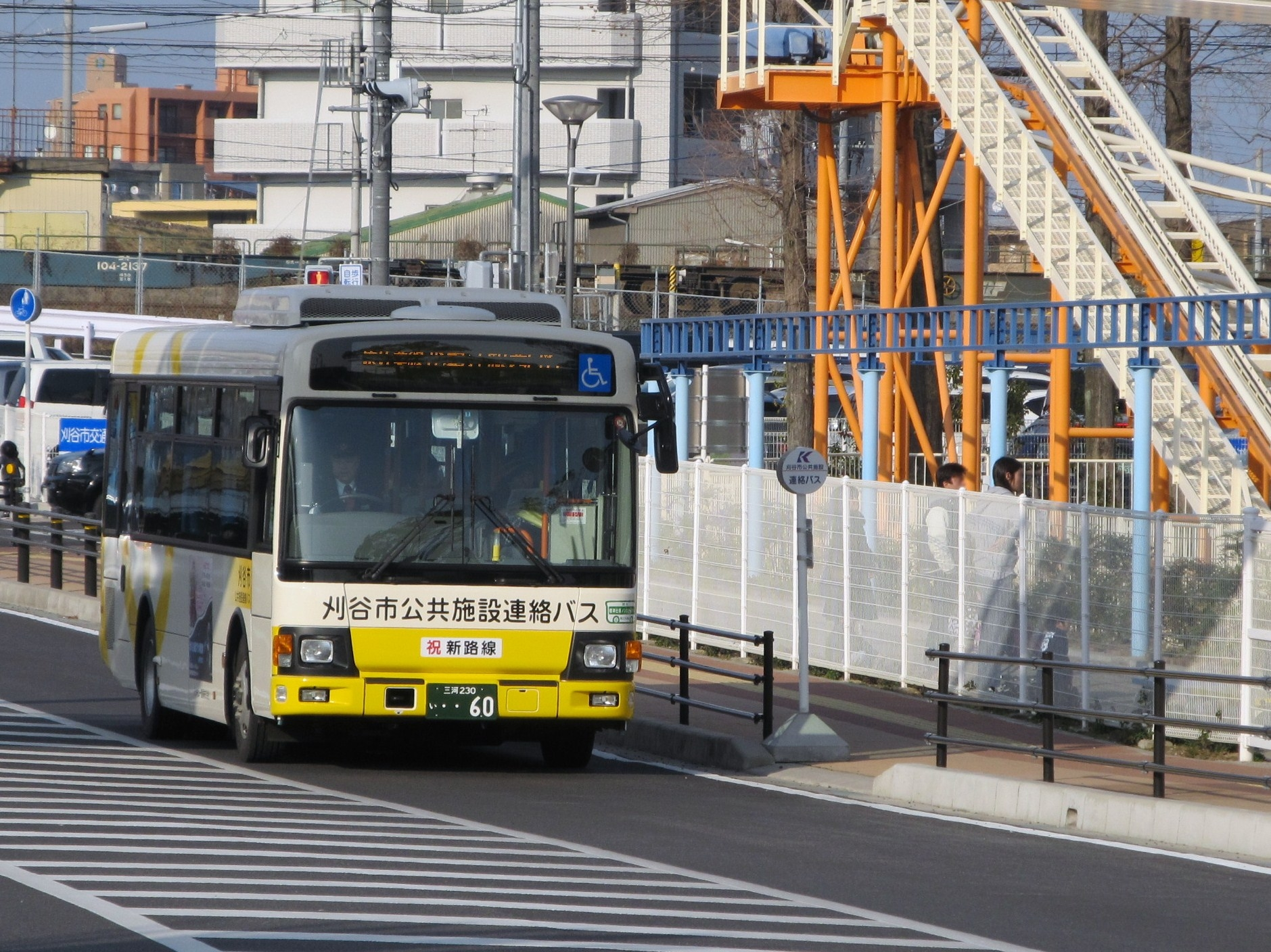
交通児童遊園バス停留所（2011年3月）。

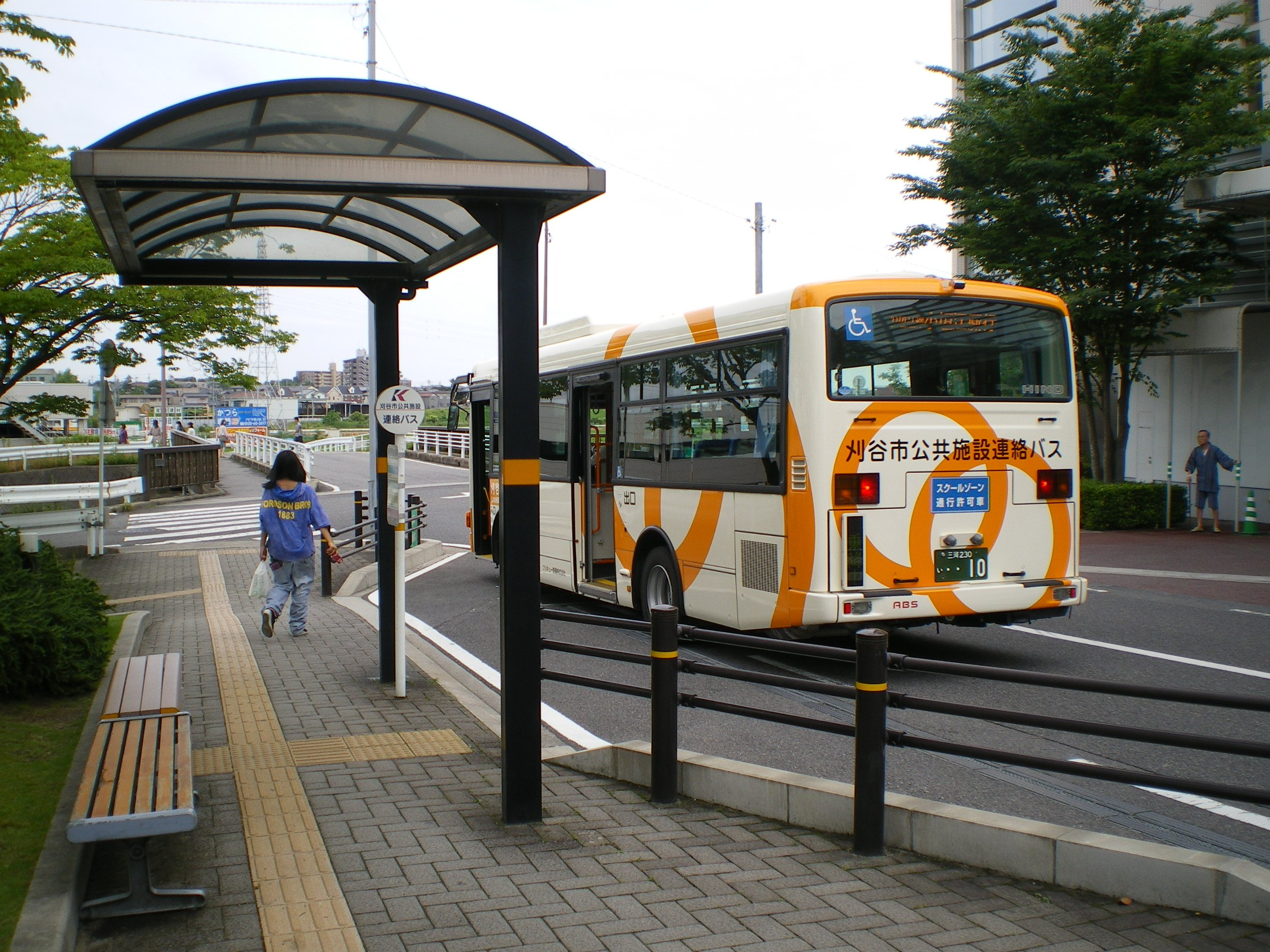
刈谷豊田総合病院バス停留所（2010年6月）。
現在は病院前のロータリー内にバス停がある

刈谷市公共施設連絡バス（かりやしこうきょうしせつれんらくバス）は、愛知県刈谷市が1997年12月1日から運行するコミュニティバスである。2019年4月1日に大規模な路線再編が行われ「かりまる」の愛称が付けられた。それ以降は6系統が運行されており、バス事業者4社に運行を委託している（後述）。各系統にラインカラーが設定されており、バス時刻表や路線図、バス停留所、バス車体の色もラインカラーで統一されている 。

## バスの運行内容

### 運行状況
運賃は誰でも無料（刈谷市民であるかどうかを問わない）。
有償の乗合バスではないが、乗合バス事業者に運行を委託しているため、専用車両のナンバープレートは営業用の緑ナンバーである。
毎日運行されている。ただし、年末年始（12月29日～1月3日）は運休。
2017年4月1日より専用バスロケーションシステムが運用開始、バス運行情報をパソコンや携帯電話・スマートフォンでリアルタイム検索できるようになった。
2019年4月1日の路線再編で付けられた愛称「かりまる」のロゴデザインを、刈谷市が市内に本部を置く愛知教育大学に依頼し、選考の結果、同大学造形文化コース3年生の女子大学生の作品が採用された。

### 運行受託事業者
運行主体は刈谷市。2019年4月1日以降は、6路線を以下の4事業者で分担して運行受託している。
- 名鉄バス（知立営業所） - 1・2・3系統（東境線、西境線、一ツ木線）
- 大興タクシー - 4系統（運動公園・東刈谷線）
- 東伸運輸（さるびあ交通）- 5系統（小垣江・依佐美線）
- 豊栄交通 - 6系統（東刈谷・逢妻線）

※ 過去にはフジキュー整備も運行受託していたが、2019年4月1日の路線再編により撤退している。

## 沿革
- 1997年12月1日 - 運行開始。
- 2002年10月1日 - 西境線でバス停留所を改称、東刈谷線で路線変更[5]。
  - 西境線：「富士松支所」バス停を「富士松駅」へ移設・改称。
  - 東刈谷線：「野田公園」「野田町新上納」「半城土中町一丁目」「ミササガパーク」新設。「東刈谷駅南」を「東刈谷駅」へ移設。「東刈谷幼稚園」「沖野公園南」「半城土町乙本郷」廃止。
- 2003年10月1日 - 大規模なダイヤ改正。路線改定、一日4往復から5往復への増便、隔日運行から毎日運行への変更など[6]。
- 2005年4月1日 - 東境線が刈谷ハイウェイオアシスまで延伸。
- 2007年4月1日[7]
  - 西境線：刈谷ハイウェイオアシスに乗り入れ。
  - 東境線：「総合運動公園」に乗り入れ。「JA築地支店」を「JA産直センター刈谷中部」に改称。
  - 東刈谷線：「野田町北屋敷」を「野田新町駅」へ移設。
  - 小垣江線：「たんぽぽ」乗り入れ。「双葉小学校」「刈谷市駅」新設。「もりあと公園東」を「フローラルガーデンよさみ」へ移設（「もりあと公園東」は後に再開）。
- 2009年
  - 2月1日 - 運行本数が1日5往復から8往復に増発[8]。半数をフジキュー整備に委託。
  - 4月1日 - 西境線と東境線の1便と小垣江線と東刈谷線の1便と2便が美術館を通過するダイヤに変更（該当便利用者は「刈谷豊田総合病院」で乗降するよう案内されている）。
- 2012年3月1日[9]
  - 新たに一ツ木線、依佐美線（各1日5往復）が新設される。運行は2路線ともフジキュー整備に委託。
  - 全線：「総合健康センター」新設。
  - 西境線：「富士松図書館」乗り入れ。「井ケ谷町青木」を新設。
  - 東刈谷線：「半城土町芦池裏」新設。「東刈谷駅」を「東刈谷駅南口」、「野田新町駅」を「野田新町駅南口」に改称。
  - 小垣江線：「小垣江東小学校」新設。「小垣江駅」を「小垣江駅東口」に改称。
- 2019年4月1日[10]
  - バスの愛称が「かりまる」となる。
  - 路線再編した上で系統番号が付与される。
  - 東刈谷線が運動公園・東刈谷線、小垣江線が小垣江・依佐美線、依佐美線が東刈谷・逢妻線に、それぞれ路線名を変更。
  - 全路線の運行委託を行っていたフジキュー整備が撤退。
  - 運行委託先を変更。1系統：東境線、2系統：西境線、3系統：一ツ木線は名鉄バス、4系統：運動公園・東刈谷線（旧東刈谷線）は大興タクシー、5系統：小垣江・依佐美線（旧小垣江線）は東伸運輸、6系統：東刈谷・逢妻線（旧依佐美線）は豊栄交通の担当となる。なお、各路線の運転本数の変更はない。
  - 全線で「市役所」を「刈谷市役所」に、「美術館」を「刈谷市美術館」にそれぞれ改称。
  - 東刈谷・逢妻線（旧依佐美線）で「体育館」を「刈谷市体育館」に改称。

## 現行路線

### 1系統：東境線
刈谷市北部の洲原温水プールから、井ケ谷、東境、一里山、一ツ木、築地、小山（恩田）、桜地区、中心部の主要施設を経て、刈谷市役所に至る路線。
運行委託先は名鉄バス。ラインカラーは青色。
2019年4月の路線再編より、西境線に代わり井ケ谷地区への乗り入れを開始した。また、一ツ木地区以南の経路について、生きがいセンター経由から恩田松雲院経由へと変更されると共に刈谷市役所発着になった。
洲原温水プール行きの最終便である8便についてはつくし作業所への乗り入れを行わず、洲原公園北口から洲原温水プールまで直行する。
主な停留所は、洲原温水プール、愛知教育大学入口、刈谷ハイウェイオアシス、一里山市民館、刈谷駅北口、ひまわり、刈谷豊田総合病院、刈谷駅南口、刈谷市役所。

### 2系統：西境線
刈谷市北部の刈谷ハイウェイオアシスから、西境、今岡、今川、泉田、築地、重原地区、中心部の主要施設を経て、刈谷市役所に至る路線。
運行委託先は名鉄バス。ラインカラーは緑色。
2019年4月の路線再編までは、洲原温水プールまでの運転であった。早朝のひまわり行1便・2便については富士松図書館・刈谷ハイウェイオアシスを経由しない経路で運行をされていたが、路線再編後（現在は先述の通り同区間を東境線として運行）は富士松図書館・刈谷ハイウェイオアシスを経由するようになっている。
また、総合運動公園以南の経路について、恩田松雲院経由から生きがいセンター経由に変更されると共に刈谷市役所発着になった。
主な停留所は、刈谷ハイウェイオアシス、西境市民館、富士松駅、総合運動公園、生きがいセンター、刈谷駅北口、ひまわり、刈谷豊田総合病院、刈谷駅南口、刈谷市役所。

### 3系統：一ツ木線
刈谷市中部の総合運動公園から、一里山、一ツ木、築地、小山（池田）、桜地区を通り、ひまわりを経由してから中心部の主要施設を回り、刈谷市駅に至る路線。
運行委託先は名鉄バス。ラインカラーは紫色。
2019年4月の路線再編より、刈谷市役所から刈谷市駅まで延伸された。
主な停留所は、総合運動公園、一ツ木駅南、産業技術センター、生きがいセンター、刈谷駅北口、ひまわり、刈谷豊田総合病院、刈谷駅南口、刈谷市役所、刈谷市駅。

### 4系統：運動公園・東刈谷線
刈谷市南部の半城土町大原から、野田（東刈谷）、高須、半城土地区を通り、中心部の主要施設を経由して桜、高津波（原崎・高倉）、小山地区（稲場）を経て、総合運動公園に至る路線。
運行委託先は大興タクシー。ラインカラーは赤色。
2019年4月の路線再編まで（当時は東刈谷線）は、生きがいセンター前までの運行であったが、高倉町・日高町の区間について当路線での運行になり総合運動公園までの運行となった。
主な停留所は、半城土町大原、東刈谷駅南口、たんぽぽ、ひまわり、刈谷豊田総合病院、刈谷駅南口、刈谷市役所、生きがいセンター、総合運動公園。

### 5系統：小垣江・依佐美線
刈谷市南部の小垣江駅東口から、小垣江、半城土地区を通り、中心部の主要施設を経由して元刈谷地区を経て小垣江駅西口に至る路線。
運行委託先は東伸運輸（さるびあ交通）。ラインカラーはオレンジ色。
2019年4月の路線再編までの、小垣江線の市役所以東（たんぽぽ方面）と依佐美線の市役所以西（刈谷市駅方面）を統合したような経路となっている。
主な停留所は、小垣江駅東口、依佐美中学校、フローラルガーデンよさみ、たんぽぽ、野田新町駅南口、ミササガパーク、ひまわり、刈谷豊田総合病院、刈谷駅南口、市役所、東部市民館、刈谷市駅、小垣江駅西口。

### 6系統：東刈谷・逢妻線
刈谷市南部の東刈谷駅北口から、野田（板倉）地区を通り、中心部の主要施設を経由して元刈谷、熊（宝・熊野）地区を経て逢妻駅南口に至る路線。
運行委託先は豊栄交通。ラインカラーは黄色。
2019年4月の路線再編までの、依佐美線の市役所以東（ウォーターパレスKC方面）と小垣江線の市役所以西（刈谷市体育館方面）を統合したような経路となっている。
主な停留所は、東刈谷駅北口、野田新町駅北口、ウォーターパレスKC、ひまわり、刈谷豊田総合病院、刈谷駅南口、市役所、刈谷市駅、宝町3丁目、刈谷市体育館、逢妻駅南口。

## 2019年4月1日改正までの路線
2019年4月1日の路線再編で、一部の路線名が変更された上、系統番号が付与された。旧路線と新路線の対応は以下のとおり。
- 東境線 - 現：1系統　東境線
- 西境線 - 現：2系統　西境線
- 一ツ木線（2012年3月1日開設） - 現：3系統　一ツ木線
- 東刈谷線 - 現：4系統　運動公園・東刈谷線（2019年4月1日変更）
- 小垣江線 - 現：5系統　小垣江・依佐美線（2019年4月1日変更）
- 依佐美線（2012年3月1日開設） - 現：6系統　東刈谷・逢妻線

※ 路線の歴史については#沿革および#現行路線の各系統の解説を参照のこと。

## 利用状況
|          | 東境線  | 西境線  | 小垣江線         | 東刈谷線           | 一ツ木線 | 依佐美線       | 備考                                     | 出典   |
| -------- | ------- | ------- | ---------------- | ------------------ | -------- | -------------- | ---------------------------------------- | ------ |
| 2001年度 | 29,770  | 25,830  | 19,172           | 23,570             |          |                | 5往復隔日運行                            | [ 11 ] |
| 2002年度 | 31,962  | 29,053  | 23,290           | 26,120             |          |                |                                          | [ 11 ] |
| 2003年度 | 46,862  | 45,292  | 41,826           | 46,069             |          |                | 2003年10月から毎日運行                   | [ 11 ] |
| 2004年度 | 64,062  | 66,842  | 61,079           | 73,245             |          |                |                                          | [ 11 ] |
| 2005年度 | 74,921  | 71,479  | 70,705           | 78,916             |          |                |                                          | [ 11 ] |
| 2006年度 | 78,613  | 70,357  | 81,677           | 78,866             |          |                |                                          | [ 12 ] |
| 2007年度 | 82,414  | 67,985  | 89,148           | 64,941             |          |                |                                          | [ 12 ] |
| 2008年度 | 90,630  | 78,070  | 91,847           | 72,482             |          |                | 2009年2月1日から8往復                    | [ 12 ] |
| 2009年度 | 107,469 | 114,532 | 123,231          | 98,383             |          |                |                                          | [ 12 ] |
| 2010年度 | 119,076 | 128,013 | 134,380          | 110,465            |          |                |                                          | [ 12 ] |
| 2011年度 | 128,673 | 139,605 | 142,422          | 116,367            | 2,684    | 3,036          | 2012年3月一ツ木線・依佐美線新設（5往復） | [ 13 ] |
| 2012年度 | 128,631 | 137,749 | 145,285          | 112,913            | 42,111   | 44,410         |                                          | [ 13 ] |
| 2013年度 | 131,850 | 142,800 | 159,480          | 115,748            | 49,349   | 53,606         |                                          | [ 13 ] |
| 2014年度 | 136,616 | 144,995 | 168,607          | 117,595            | 53,596   | 54,579         |                                          | [ 13 ] |
| 2015年度 | 140,650 | 149,150 | 170,129          | 118,871            | 58,858   | 56,661         |                                          | [ 13 ] |
| 2016年度 | 135,602 | 151,402 | 170,728          | 124,650            | 62,819   | 55,455         |                                          | [ 14 ] |
| 2017年度 | 133,509 | 154,944 | 177,688          | 126,641            | 64,184   | 56,996         |                                          | [ 14 ] |
| 2018年度 | 131,955 | 160,726 | 175,498          | 130,179            | 64,772   | 57,019         |                                          | [ 14 ] |
|          | 東境線  | 西境線  | 小垣江・依佐美線 | 運動公園・東刈谷線 | 一ツ木線 | 東刈谷・逢妻線 | 備考                                     | 出典   |
| 2019年度 | 140,361 | 143,619 | 129,150          | 162,639            | 66,017   | 64,797         | 2019年4月路線再編。                      |        |
| 2020年度 | 109,358 | 99,492  | 96,550           | 118,935            | 48,225   | 43,746         |                                          |        |
| 2021年度 | 118,241 | 109,886 | 112,450          | 126,397            | 54,818   | 44,589         |                                          |        |
| 2022年度 | 125,631 | 121,657 | 125,513          | 139,942            | 62,532   | 49,026         | [ 15 ]                                   |        |

（資料）刈谷市商工課、都市交通課

## 車両
全社共通で専用塗装の中型車が使用され、車体に各路線のラインカラーがカラーリングされている。過去の車両には前面に「刈谷市公共施設連絡バス」と大きく書かれていたが、愛称「かりまる」が付与されてからは、代わりに「かりまる」ロゴが入るようになった。

刈谷市はトヨタ自動車の発祥の地で、トヨタグループと関係の深い土地柄もあり、日野自動車製の車両が使用され、過去には日野・レインボーIIが使用されていたが、日野・レインボー（2代目KR）に代替されている。